# Umba (fiume)
La Umba (in russo У́мба?) è un fiume della Russia europea settentrionale, tributario del mar Bianco che si trova sulla penisola di Kola. Scorre nell'okrug municipale di Kirovsk e nel Terskij rajon dell'oblast' di Murmansk.
Il fiume prende il nome dalla sua sorgente: il lago Umbozero, situato tra i monti Chibiny e il massiccio del Lovozero, ad un'altitudine di 149 m s.l.m. L'Umba scorre attraverso i laghi Kapustnye, Kanozero e Pončozero in una valle incorniciata da montagne rocciose. Sfocia nel golfo di Kandalakša del Mar Bianco. Il congelamento avviene a fine ottobre/metà dicembre, la deriva del ghiaccio inizia a maggio/giugno. Lungo il suo corso si trova l'omonimo insediamento di tipo urbano di Umba.
Nel fiume avviene la deposizione delle uova di salmone.